# Canton d'Esch-sur-Alzette
Cet article concerne un canton du Luxembourg. Pour la ville du même nom, voir Esch-sur-Alzette.
Le canton d'Esch-sur-Alzette est un canton luxembourgeois situé dans le Sud-Ouest du Luxembourg aux frontières de la Belgique et de la France. Son chef-lieu est Esch-sur-Alzette.

## Histoire
Jusqu'à la suppression des districts en 2015, le canton faisait partie du district de Luxembourg.

## Communes
Le canton est constitué de 14 communes :
| Commune                      | Superficie | Population | Densité (en hab./km²) |
| ---------------------------- | ---------- | ---------- | --------------------- |
| Bettembourg                  | +0021,49   | +011 628,  | 541,1                 |
| Differdange                  | +0022,18   | +030 789,  | 1 388,1               |
| Dudelange                    | +0021,38   | +022 203,  | 1 038,5               |
| Esch-sur-Alzette (chef-lieu) | +0014,35   | +037 922,  | 2 642,6               |
| Frisange                     | +0018,43   | +005 078,  | 275,5                 |
| Kayl                         | +0014,86   | +009 969,  | 670,9                 |
| Leudelange                   | +0013,57   | +002 788,  | 205,5                 |
| Mondercange                  | +0021,4    | +007 292,  | 340,7                 |
| Pétange                      | +0011,93   | +021 806,  | 1 827,8               |
| Reckange-sur-Mess            | +0020,42   | +002 855,  | 139,8                 |
| Roeser                       | +0023,8    | +007 054,  | 296,4                 |
| Rumelange                    | +0006,83   | +005 735,  | 839,7                 |
| Sanem                        | +0024,42   | +019 085,  | 781,5                 |
| Schifflange                  | +0007,71   | +011 589,  | 1 503,1               |

## Entités limitrophes
Le canton est délimité à sa pointe ouest par la frontière belge qui le sépare de l’arrondissement d’Arlon situé dans la province de Luxembourg. Il est délimité sur tout le côté sud par la frontière française qui le sépare des cantons suivants (listés d’ouest en est), tous situés en région Grand Est :
- Mont-Saint-Martin et Herserange (arrondissement de Briey), en Meurthe-et-Moselle ;
- Algrange (arrondissement de Thionville) et Yutz (arrondissement de Thionville), en Moselle.

Le tripoint Belgique-France-Luxembourg se trouve donc dans le canton d’Esch, plus précisément dans la commune de Pétange.

## Politique et administration

### Liste des députés
De 1841 à 1919, le canton formait une circonscription électorale dans le cadre des élections législatives.

#### Chambre des députés(depuis 1919)
Depuis 1919, le canton n'est plus utilisé comme circonscription électorale et fait dès lors partie de la circonscription Sud.

## Population et société

### Démographie
L'évolution du nombre d'habitants est connue à travers les recensements de la population effectués dans le pays depuis 1821. Les recensements décennaux de la population permettent de caler les chiffres sur la composition de la population par sexe, âge, nationalité et commune de résidence. Entre deux recensements, la population au 1er janvier de l’année {\displaystyle x} est évaluée en ajoutant à la population au 1er janvier de l’année {\displaystyle x-1} les soldes naturel (naissances {\displaystyle -} décès) et migratoire (arrivées {\displaystyle -} départs) de l'année. La même méthode est appliquée pour la répartition par âge au 1er janvier et les effectifs totaux par nationalité. Depuis le 24 février 1843, le Luxembourg dénombre 12 cantons.
Au 1er janvier 2024, le canton comptait 192 739 habitants.
| 1851   | 1871   | 1880   | 1890   | 1900   | 1910   | 1922   | 1930    | 1935   |
| ------ | ------ | ------ | ------ | ------ | ------ | ------ | ------- | ------ |
| 16 661 | 20 610 | 24 667 | 33 626 | 51 964 | 68 579 | 74 329 | 104 940 | 97 943 |

| 1947   | 1960    | 1970    | 1978    | 1979    | 1981    | 1983    | 1984    | 1985    |
| ------ | ------- | ------- | ------- | ------- | ------- | ------- | ------- | ------- |
| 94 904 | 108 379 | 114 778 | 115 282 | 115 116 | 114 483 | 113 610 | 113 030 | 112 410 |

| 1986    | 1987    | 1988    | 1989    | 1990    | 1991    | 1992    | 1993    | 1994    |
| ------- | ------- | ------- | ------- | ------- | ------- | ------- | ------- | ------- |
| 112 250 | 112 610 | 113 034 | 114 061 | 115 065 | 116 501 | 117 760 | 119 497 | 121 063 |

| 1995    | 1996    | 1997    | 1998    | 1999    | 2000    | 2001    | 2002    | 2003    |
| ------- | ------- | ------- | ------- | ------- | ------- | ------- | ------- | ------- |
| 122 746 | 124 253 | 125 655 | 127 094 | 128 859 | 130 809 | 134 674 | 135 859 | 137 423 |

| 2004    | 2005    | 2006    | 2007    | 2008    | 2009    | 2010    | 2011    | 2012    |
| ------- | ------- | ------- | ------- | ------- | ------- | ------- | ------- | ------- |
| 139 379 | 141 153 | 142 800 | 144 456 | 146 484 | 148 705 | 150 647 | 152 479 | 154 636 |

| 2013    | 2014    | 2015    | 2016    | 2017    | 2018    | 2019    | 2020    | 2021    |
| ------- | ------- | ------- | ------- | ------- | ------- | ------- | ------- | ------- |
| 157 757 | 160 960 | 164 604 | 167 955 | 172 687 | 176 820 | 180 275 | 183 364 | 185 184 |

| 2022    | 2023    | 2024    | - | - | - | - | - | - |
| ------- | ------- | ------- | - | - | - | - | - | - |
| 186 486 | 189 540 | 192 739 | - | - | - | - | - | - |

Le graphique qui aurait dû être présenté ici ne peut pas être affiché car il utilise l'ancienne extension Graph, désactivée pour des questions de sécurité. Des indications pour créer un nouveau graphique avec la nouvelle extension Chart sont disponibles ici.